# Motrice MRS 2000
 (septembre 2022).
Si vous disposez d'ouvrages ou d'articles de référence ou si vous connaissez des sites web de qualité traitant du thème abordé ici, merci de compléter l'article en donnant les références utiles à sa vérifiabilité et en les liant à la section « Notes et références ».
La Motrice MRS 2000 est un type d'automotrice à impériale monodirectionnelle pour tramway en service à l'ATAG de Rome sur le réseau Tramway de Rome à partir de 1936. C'est le seul élément de tramway à deux niveaux construit et utilisé pendant une courte période en Italie.

## Histoire
Lorsque, le 1er juillet 1931, la ligne d'autobus Rome-Tivoli est mise en service, remplaçant les tramways à vapeur de la compagnie belge du même nom, l'ATAG, l'entreprise publique de transport de la capitale italienne se trouve immédiatement confrontée à des problèmes pour satisfaire la demande de transports. Aucun autobus ne peut soutenir la comparaison sur sa capacité avec une rame de tramways comportant dix wagons. L'ATAG joue la carte de bus connue sous le nom d'autobus alvéolaire sur la ligne Rome-Tivoli. Ce véhicule expérimental à deux étages, appelé duplex dans sa première version, a une hauteur de 4,30 m et un aménagement intérieur qui ne comporte pas deux étages mais deux hauteurs de sièges superposés dont la disposition imite les cellules d'une ruche (d'où le nom du véhicule). Pris par l'engouement pour ce type de véhicule lors de leur présentation internationale, la compagnie de transport romaine décide d'expérimenter ce principe et fait construire un tramway prototype sur ce principe. C'est en novembre 1936 que le seul et unique tramway urbain à impériale circulant en Italie fit son entrée dans le parc des tramways romains, prototype d'une série de voitures qui quelques années plus tard auraient dû être exploitées sur plusieurs lignes essentielles jusqu'alors exploitées par des trolleybus.

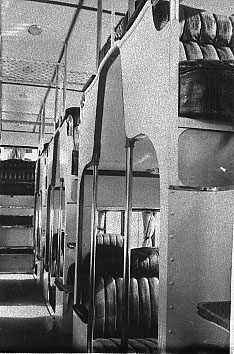
Vue de l'aménagement intérieur alvéolaire
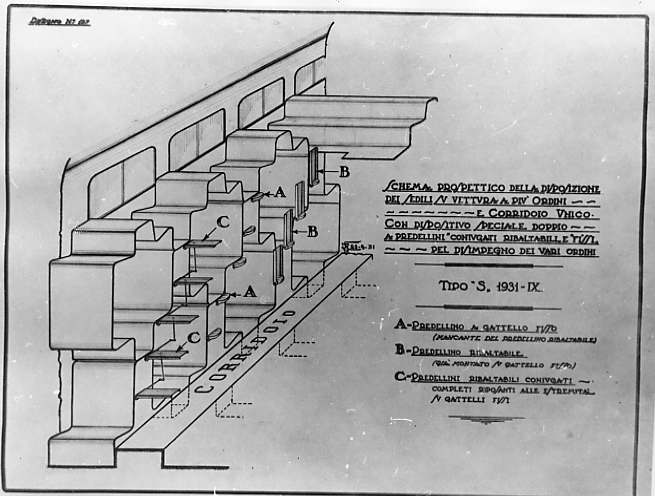
Schéma de l'aménagement intérieur de la motrice 2P.1 : A, petites marches complémentaires - B, marches d'accès rabattues - C, marches d'accès ouvertes - Corridoio, couloir central légèrement surélevé
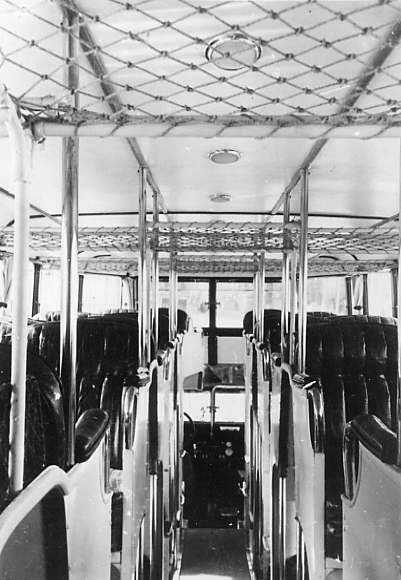
Vue de l'aménagement intérieur depuis le couloir central

## Composition

### Partie mécanique
C'est une motrice semblable à la troisième série MRS qui circulait déjà sur le réseau romain depuis 1933, dont l'intérieur est un volume unique.
Les passagers sont disposés dans le tram d'une manière totalement inusuelle. Les deux étages ne sont pas séparés, comme d'habitude, par un plancher mais les deux étages constituent un volume unique. Les passagers qui désiraient utiliser les sièges de la rangée supérieure devaient monter quelques marches comme indiqué dans la figure ci-jointe. Il va sans dire que cette distribution des sièges n'a pas été appréciée par les usagers et très vite, le tramway de la ruche va connaître une fin peu glorieuse. Dès le mois de mai 1937, il sera retiré du service et restera parqué jusqu'en 1943. Son immatriculation conformément au code de l'ATAG employé pour les autobus à impériale, appelés D.P.C. et D.P.S., la nouvelle motrice de tramway est immatriculée 2P.1, soit l'abréviation de Deux-Étages.1, pensant continuer la série avec d'autres modules qui s'appelleraient 2P.3, 2P.5 et ainsi de suite...

### Partie électrique
C'est le même équipement électrique que celui utilisé pour la troisième série MRS. En fait, le système et les bogies proviennent du MRS.2233 modifié, disposant d'un nouveau circuit de contrôle expérimental. Compte tenu de la hauteur considérable de la voiture, tous les appareils électriques sont montés dans le soubassement.

## Utilisation
L'exploitation de cette motrice à deux niveaux s'est avéré très compliquée. En raison de sa hauteur hors norme, il était impossible de passer en de nombreux points du réseau, comme en témoignait une plaque bien visible sur le siège du conducteur :

« Cette voiture (2P.1) ne peut pas passer par les passages souterrains de via Prenestiva, viale Scalo S. Lorenzo, via S. Bibiana, via Ostiense et via di Grotta Perfetta ni sous les arcades de S. Croce, Porta Metronia, Ponte Milvio et Fosse di Castello. »

En raison de ces limitations, la voiture n'a pas pu être admise aux dépôts de Porta Maggiore et S. Paolo et a été affectée au dépôt de Vittoria : au cas où elle devait se rendre aux ateliers centraux, des précautions particulières étaient nécessaires. Il faudrait démonter la perche pour la tracter. Il fallait aussi couper les branches trop saillantes le long du trajet. La voiture a été utilisée exclusivement sur la ligne 7 barré entre Porta Pia, piazza Croce Rossa, via Morgagni, piazza Bologna, viale XXI Aprile, via Nomentana et corso Sempione (Montesacro), de novembre 1936 à mai 1937, pendant six mois seulement. Elle a ensuite été parquée dans la cour des Ateliers Centraux jusqu'en 1943.

## La reprise de service

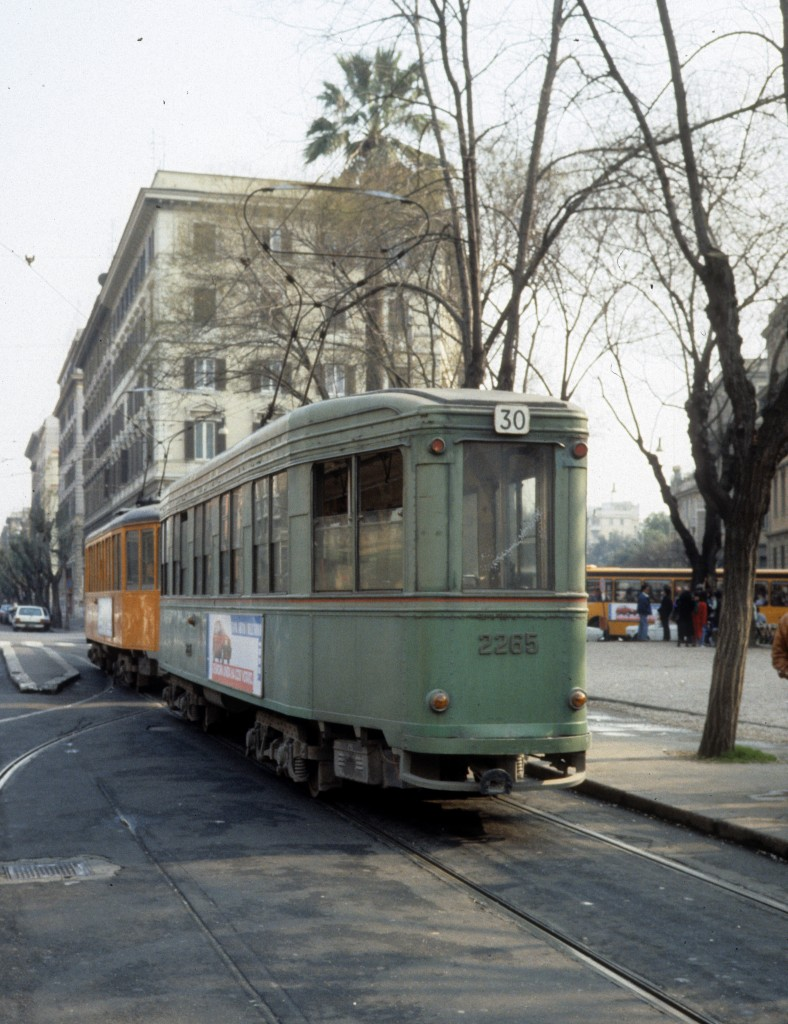
Ex motrice 2P.1 reconditionnée en 1943 dans sa livrée verte en service sur la ligne 30, numérotée 2265

### Mars 1943 à 1965
Inutilisée pendant six longues années, la 2P.1 renaît en mars 1943 en raison de la pénurie de voitures de tramway à la suite de la guerre en cours et des confiscations effectuées par la Wehrmacht. Elle va être complètement reconstruite mais à un seul étage et renumérotée 2265. Elle reprend du service sur le réseau de tramway de l'ATAG sans les limitations précédentes, devenue désormais une MRS standard à tous égards, avec une carrosserie peu commune. Lors de sa reconstruction, l'étage supérieur a été éliminé mais les fenêtres du niveau bas ont été maintenues et équipées d'une petite fenêtre supérieure s'ouvrant partiellement. La cabine, un peu exiguë, fit l'objet de réclamations de la part des conducteurs et fut l'une des raisons pour lesquelles vers 1965 (la date exacte n'est pas connue) elle sera à nouveau retirée du service. Elle restera parquée jusqu'en 1976.

### De 1977 à son retrait définitif

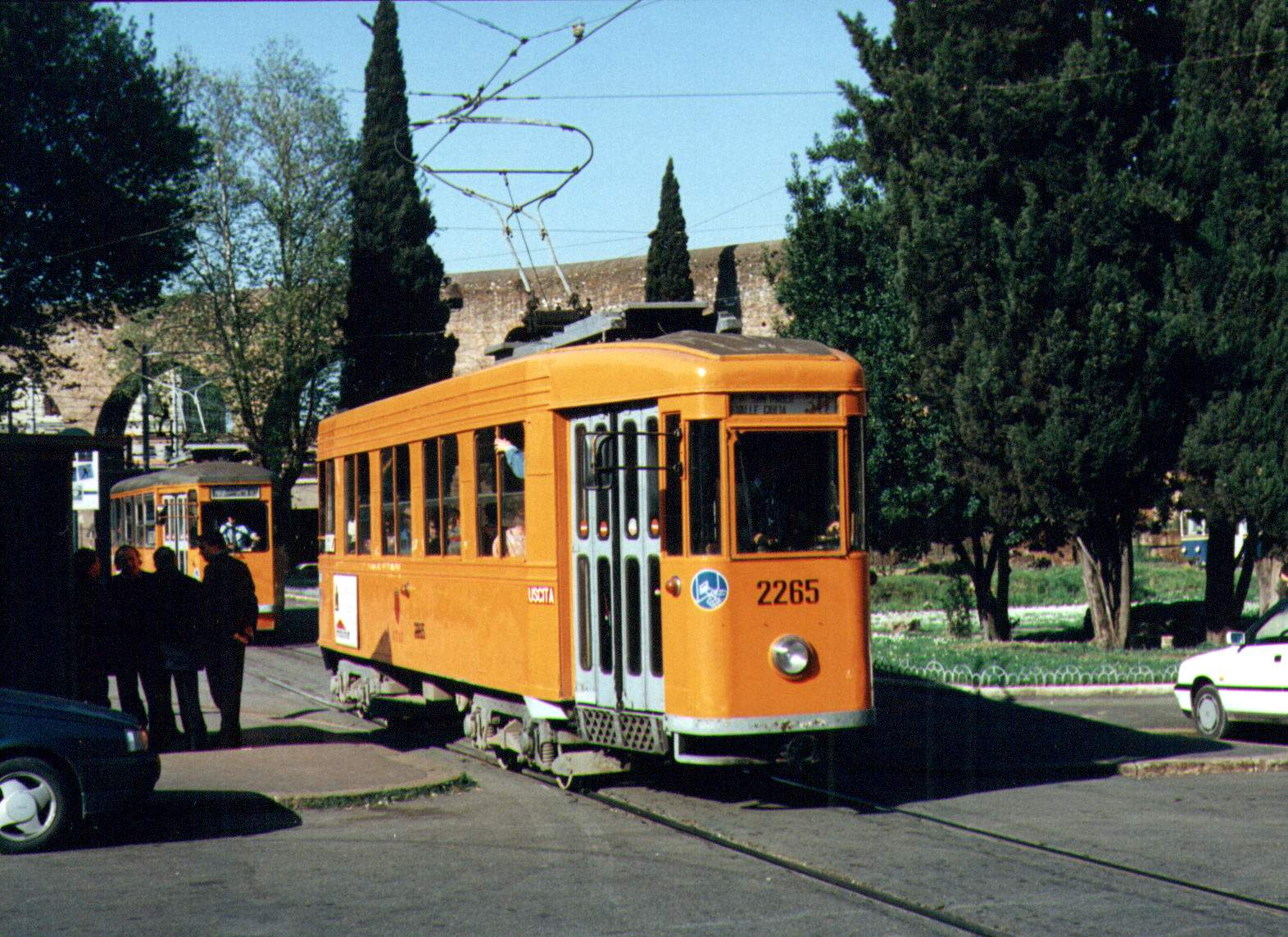
Tramway MRS N° 2265 (ex MRS à deux étages) repeinte en orange de l'ATAC de Rome sur la ligne "30 barré" à Porta Maggiore, suivi du MRS N° 2001 sur la ligne 13

Après l'ouverture de la ligne 30 en 1975, l'ATAG renommée ATAC se retrouve à nouveau à court de tramways. La motrice 2265 va faire l'objet d'une seconde reconstruction, notamment pour d'améliorer le poste de conduite. La nouvelle motrice reprendra le service en 1977 et sera utilisée comme n'importe quelle autre voiture M.M.E..
Dans les années suivantes, elle a été repeinte dans la couleur orange ministériel réglementaire et a circulé jusqu'en 1996.